# Orientierungslauf-Weltmeisterschaften 1979

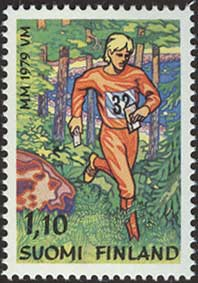
Finnische Briefmarke für die Weltmeisterschaften 1979

Die 8. Orientierungslauf-Weltmeisterschaften fanden vom 2. September bis 4. September 1979 in der Gegend um Tampere in Finnland statt.
Die Weltmeisterschaft wurde im Rahmen des 8. IOF-Kongresses 1975 im Bosön im schwedischen Lidingö an Finnland vergeben. Finnland trug damit zum zweiten Mal nach 1966 die Weltmeisterschaften aus. Die Gastgeber dominierten die Wettkämpfe bei den Damen, während es einen Dreifachtriumph für Norwegen beim Einzelrennen der Herren gab. In der Staffel liefen die Norweger allerdings nur auf Rang sechs. Den Sieg holte sich Schweden vor Finnland und der Tschechoslowakei.

## Teilnehmende Nationen
Folgende Nationen nahmen an den 8. Orientierungslauf-Weltmeisterschaften teil:
- Australien
- Belgien
- Bulgarien
- Dänemark
- BR Deutschland
- Finnland
- Frankreich
- Irland
- Japan
- Kanada
- Neuseeland
- Norwegen
- Österreich
- Polen
- Schweden
- Schweiz
- Tschechoslowakei
- Ungarn
- Vereinigte Staaten
- Vereinigtes Königreich

## Herren

### Einzel
| Platz | Land | Athlet          | Zeit      |
| ----- | ---- | --------------- | --------- |
| 1     | NOR  | Øyvin Thon      | 1:36:07 h |
| 2     | NOR  | Egil Johansen   | 1:37:17 h |
| 3     | NOR  | Tore Sagvolden  | 1:37:27 h |
| 4     | SWE  | Kjell Lauri     | 1:38:54 h |
| 5     | SWE  | Lars Lönnkvist  | 1:40:28 h |
| 6     | SWE  | Rolf Pettersson | 1:41:30 h |
| 7     | FIN  | Risto Nuuros    | 1:42:01 h |
| 8     | SUI  | Dieter Hulliger | 1:42:26 h |

Einzel:

Ort: Ruovesi

Länge: 15,1 km

Steigung: 430 m

Posten: 16

### Staffel
| Platz | Land | Athleten                                                      | Zeit      |
| ----- | ---- | ------------------------------------------------------------- | --------- |
| 1     | SWE  | Rolf Pettersson Kjell Lauri Lars Lönnkvist Björn Rosendahl    | 4:12:12 h |
| 2     | FIN  | Seppo Keskinarkaus Hannu Kottonen Risto Nuuros Ari Anjala     | 4:27:37 h |
| 3     | TCH  | Petr Uher Zdeněk Lenhart Jiří Ticháček Jaroslav Kačmarčík     | 4:39:26 h |
| 4     | SUI  | Max Horisberger Dieter Hulliger Willi Müller Dieter Wolf      | 4:41:21 h |
| 5     | DEN  | Klaus Madsen Ivan Kristensen Niels Pallisgaard Lars Konradsen | 4:47:18 h |
| 6     | NOR  | Morten Berglia Øyvin Thon Egil Johansen Eystein Weltzien      | 4:47:22 h |
| 7     | GBR  | Tim Watkins Geoff Peck Brian Bullen Ian Rochford              | 5:21:51 h |
| 8     | AUS  | Geoff Lawford Steve Key Terry Farrel Warren Key               | 5:23:46 h |

Einzel

Ort: Kuru

## Damen

### Einzel
| Platz | Land | Athletin          | Zeit      |
| ----- | ---- | ----------------- | --------- |
| 1     | FIN  | Outi Borgenström  | 59:13 min |
| 2     | FIN  | Liisa Veijalainen | 59:47 min |
| 3     | SWE  | Monica Andersson  | 62:32 min |
| 4     | SUI  | Hanni Fries       | 62:32 min |
| 5     | SWE  | Karin Rabe        | 63:05 min |
| 6     | NOR  | Anne Berit Eid    | 63:08 min |
| 7     | GBR  | Carol McNeill     | 63:42 min |
| 8     | SWE  | Karin Gunnarsson  | 64:35 min |

Einzel:

Ort: Ruovesi

Länge: 8,3 km

Steigung: 230 m

Posten: 10

### Staffel
| Platz | Land | Athletinnen                                           | Zeit      |
| ----- | ---- | ----------------------------------------------------- | --------- |
| 1     | FIN  | Leena Silvennoinen Leena Salmenkylä Liisa Veijalainen | 3:00:13 h |
| 2     | NOR  | Anne Berit Eid Astrid Carlson Brit Volden             | 3:01:38 h |
| 3     | SWE  | Anna-Lena Axelsson Karin Rabe Monica Andersson        | 3:02:26 h |
| 4     | TCH  | Stavava Nováková Anna Gavendová Dobruše Janotová      | 3:02:43 h |
| 5     | SUI  | Anneliese Meier Ruth Humbel Hanni Fries               | 3:19:46 h |
| 6     | DEN  | Hanne Birke Lis Nielsen Dorthe Hansen                 | 3:30:56 h |
| 7     | FRG  | Heidrun Finke Anja Gruhn Hadmut Hindorf               | 3:47:41 h |
| 8     | HUN  | Ilona B. Schmidmeiszter Magdolna Kovács Irén Rostás   | 4:05:21 h |

Staffel:

Ort: Kuru

## Medaillenspiegel
| Platz | Land             | Gold | Silber | Bronze | Gesamt |
| ----- | ---------------- | ---- | ------ | ------ | ------ |
| 1     | Finnland         | 2    | 2      | –      | 4      |
| 2     | Norwegen         | 1    | 2      | 1      | 4      |
| 3     | Schweden         | 1    | –      | 2      | 3      |
| 4     | Tschechoslowakei | –    | –      | 1      | 1      |